# Walter Coxen
Walter Adams Coxen (sinh ngày 22 tháng 6 năm 1870 - mất ngày 15 tháng 12 năm 1949) là thiếu tướng quân đội Úc trong thế chiến thứ nhất. Trong tháng 4 năm 1930, ông được đề bạt giữ chức Tham mưu trưởng Lục quân Úc. Đến năm 1931 thì ông nghỉ hưu.
Coxen qua đời ở Bệnh viện Austin vào năm 1949 và thi hài của ông đã được hỏa táng với đầy đủ danh dự quân sự. 